# Groot-Dhaka
Groot-Dhaka (Bengaals: বৃহত্তর ঢাকা) is het grootstedelijk gebied met en rond de hoofdstad Dhaka in Bangladesh en is met ruim 23 miljoen inwoners uitgegroeid tot één van 's werelds grootste megasteden.
Groot-Dhaka bestaat uit de districten (zila) Dhaka, Narayanganj en een gedeelte van het district Gazipur.
Dhaka groeit niet alleen omdat het de hoofdstad en het grootste stedelijke centrum is, maar ook door de massale interne ontheemding van miljoenen mensen die in de overstromingsgevoelige rivierdelta's in het zuiden van het land wonen.